# Marc Legendre
Marc Legendre (Antwerpen, 15 april 1956) is een Vlaams striptekenaar en scenarioschrijver.

## Biografie
Marc Legendre werd geboren in de Antwerpse wijk Seefhoek. Na zijn middelbare school begon hij aan de universiteit een studie Germaanse Filologie, deze studie voldeed echter niet aan zijn verwachtingen en hij besloot over te stappen op een studie Toegepaste Grafiek. Na zijn afstuderen ging hij in dienst als hoofdredacteur bij het stripblad Kuifje. Hoewel hij veel affiniteit met strips voelde, bleek deze rol achter de schermen niet de voldoening te geven die hij verwachtte.
In 1983 maakte hij, onder het pseudoniem Ikke, zijn tekendebuut in het stripblad Robbedoes, met de strip Biebel, een reeks over een opstandige jongen geschreven door Marck Meul.  Na een jaar ging hij, naast de tekeningen, ook de scenario's voor zijn rekening nemen. Naast de Biebel-strip, verscheen in die beginperiode ook een spin-off-strip rond het personage Freddie de yucca. Hierna ging het snel met de carrière van Legendre. In 1990 startte hij met tekenaar Jan Bosschaert de realistische stoere meidenreeks Sam, over een meisje dat werkt in een garage. Hierna begon hij aan het schrijven van nog vier reeksen: Bang! met Yurg en Cactus met Jef Wellens, Klipper met Marcel Rouffa en Kas. In september 1993 werd hij hoofdredacteur van het weekblad Suske en Wiske.
In 1995 kwam er een ommekeer in zijn leven. Tijdens een wereldreis met zijn vrouw strandde Legendre met hun zeilboot op het Canarische Eiland El Hierro. De reparatie van de boot nam enige tijd in beslag, waarin de twee verknocht raakten aan het eiland. Zij besloten hun leven in België vaarwel te zeggen en zich op het eiland te vestigen. Hij legde zijn functie als hoofdredacteur van Suske en Wiske neer en staakte zijn tekenactiviteiten. In 2004 zou hij over deze periode het boek Coño schrijven.
Vanaf El Hierro startte hij de strips Waterland, met Jeff Broeckx, Mecanic met Yurg en Chip met Dirk Michiels. Hierna werd het stil rond Legendre. Hij leidde een teruggetrokken bestaan en liet slechts sporadisch van zich horen met ontwerpen of televisiewerk. Voor The House of Books startte hij met het schrijven van jeugdliteratuur: de reeks Screamteam waarvan tot nu 4 titels verschenen en het opgemerkte 'Vroeger is Voorbij'.
In 2005 werd de stilte doorbroken toen het boek Finisterre verscheen, een realistisch getekende striproman, geheel gericht op volwassenen. Hiermee speelde Legendre zich weer in de kijker van het Belgische publiek. Het bleek een definitieve breuk met zijn Biebel-verleden. In 2007 verscheen de grafische roman, of literaire strip, Verder, die als eerste stripverhaal in het Nederlandse taalgebied genomineerd werd voor de Libris Literatuur Prijs. Zijn werk Reynaert de Vos uit 2010, gemaakt in samenwerking met René Broens, was een stripbewerking van het Middelnederlandse werk Van den vos Reynaerde. Hierin gebruikte hij een techniek met grafisch bewerkte foto's voor de tekeningen.
In 2012 werd Legendre aangesteld om scenario's te schrijven voor De Rode Ridder. In 2013 verscheen het eerste album uit de reeks Amoras, een spin-offreeks van Suske en Wiske, waarvan Legendre de scenarioschrijver is.
Vanaf 2013 begon Marc Legendre ook aan de boekenreeks van De Rode Ridder. Zo kwamen later De Vloek van Malfrat en De Gevangene van de Sultan uit.

## Prijzen
- 2013 de Bronzen Adhemar/Vlaamse Cultuurprijs voor de Strip.[2]
- 2015 samen met Charel Cambré voor Amoras 5: Wiske de Willy Vandersteenprijs.
- 2018 samen met Cambré voor De kronieken van Amoras 3: De zaak Krimson #3 de LangZullenWeLezen-trofee in de categorie "Strips en graphic novels".[3]

- Bibliothèque nationale de France: cb16793441g (data)
- Digitale Bibliotheek voor de Nederlandse Letteren: lege011
- Gemeinsame Normdatei: 1057937045
- International Standard Name Identifier: 0000 0001 2017 1390
- Library of Congress Control Number: n2008043979
- Nederlandse Thesaurus van Auteursnamen: 070705348
- RKD-Nederlands Instituut voor Kunstgeschiedenis: 108954
- Système universitaire de documentation: 147126002
- Union List of Artist Names: 500533745
- Virtual International Authority File: 6865758
- WorldCat: E39PBJvRQv4ThBByCVpGk3bmVC